# I pappagalli
I pappagalli è un film del 1955 diretto da Bruno Paolinelli.

## Trama
È una domenica: al mattino le servette di un caseggiato di Roma si sono fatte da una finestra all'altra le loro confidenze, pregustando la gioia del pomeriggio libero. Più tardi passano tutte sotto l'occhio vigile di Antonio, il portinaio, guardato a vista egli stesso dalla moglie, bigotta e gelosa.
Caterina è a servizio presso una mite signora di mezz'età. La ragazza viene più volte rimproverata da quest'ultima credendo che le racconti delle bugie per negare alcune sue mancanze ma che in realtà non è lei a commettere. Nel corso del pomeriggio compie un atto gentile aiutando una vecchia signora ad attraversare la strada, ingombra per l'intenso traffico, poi aspetta invano il fidanzato, infine ha un battibecco in un giardino pubblico, che si conclude al commissariato. Rientrando a casa in ritardo racconterà allora una bugia, dicendo di essersi intrattenuta troppo tempo al cinema e la padrona questa volta le crederà.
Angela sta presso un'austera e insensibile signora che ha molti cani, ai quali dedica tutte le sue cure nutrendo affetto solo per loro. Angela è triste perché il fidanzato non le ha scritto, e quando apprende da un'amica che il ragazzo ha sposato un'altra, tenta di uccidersi col gas e viene salvata dal portinaio. Un marinaio timido, che ogni domenica viene ad aspettare Fulvia al portone, trova nel portinaio un alleato: col suo appoggio potrà convincere la ragazza a lasciarsi accompagnare al cinema.
Nello stesso palazzo abitano due coniugi cinesi: Bepi, che se l'intende con la loro matura domestica, deve ogni domenica litigare col portinaio per poter salire da lei, e questo anche perché ha la mania di rubare. La domestica, che vuole imitare i suoi padroni e i loro gusti, lo porta prima ad una mostra d'arte astratta, poi a un concerto, dove Bepi fa suonare involontariamente un carillon che ha appena rubato, poi preso dal singhiozzo è costretto ad uscire. Sarà felice quando potrà andare con gli amici in una bettola a raccontarsi barzellette sconce.
Il dottor Tanzi lascia uscire da sola la moglie per potersi intrattenere con Giulietta, la domestica, benché lei abbia il fidanzato che l'aspetta al portone. Il dottore fa qualche regalo e molte promesse e, ottenuto quel che desiderava, decide con la moglie di mandarla via. La sera, quando si chiude il portone, si sentono le ultime confidenze delle servette.

## Produzione

### Luoghi delle riprese
Lo stabile in cui è ambientato il film si trova in via Gualtiero Castellini 13 nel quartiere Parioli, a Roma.

## Critica
Il film venne recensito, all'uscita, seguendo un doppio binario, quello puramente contenutistico e quello legato al canone linguistico comico del tempo. Nel primo caso, su Cinema Nuovo si trova scritto che l'idea «poteva essere buona, anche se si tratta di una tipica idea "d'evasione". Peccato che il film si risolva in una serie di episodi frammentari, impostati in chiave di macchietta e basati sulla bravura di alcuni attori di sicura comunicativa». Nel secondo caso, su Cinema si nota come il giovane regista Paolinelli, che era anche l'autore del soggetto, abbia saputo «narrare con scioltezza e spesso con gusto. Tutte le avventure sentimentali delle giovani sono intelligentemente intrecciate e non mancano di note satiriche, comiche e talvolta drammatiche».